# Colegio Japonés de Las Palmas
El Colegio Japonés de Las Palmas (ラス・パルマス日本人学校?) fue una escuela japonesa internacional ubicada en Tafira Alta, Las Palmas de Gran Canaria, España.

## Historia
El colegio abrió en octubre de 1973, siendo el primer colegio japonés en España y el tercero más antiguo en Europa. Llegó a la isla un profesor japonés para su inauguración. El colegio atendió a los miembros de la comunidad japonesa que participaban en la industria pesquera. Sin embargo, debido a nuevas regulaciones que restringieron la pesca en la costa oeste de África las empresas japonesas hicieron recortes de personal y por lo tanto disminuyó el número de estudiantes.
En el 2001 la flota japonesa se mudó de Las Palmas, lo que llevó a una reducción de los residentes japoneses de la zona. Esto provocó que el cuerpo estudiantil cayera por debajo del número mínimo para poder recibir apoyo del gobierno japonés.  El colegio cerró en el 2001 y fue reemplazada por una escuela de tiempo parcial. El declive de la comunidad japonesa de Las Palmas provocó el cierre de muchas instituciones de la comunidad japonesa, entre ellas la escuela diurna. El cierre de la escuela diurna tuvo como resultado la desaparición del programa de intercambio cultural japonés de la isla.